# Mesék Mátyás királyról
A Mesék Mátyás királyról 1984-ben vetített magyar televíziós animációsfilm-sorozat, amelyet a Pannónia Filmstúdió készített 1981-től 1982-ig. Az animációs játékfilmsorozat rendezője Újváry László. A forgatókönyvet Kőszegi Ábel és Újváry László írta, zenéjét a Kaláka együttes szerezte és játszotta, producere Mikulás Ferenc. Először 1984. február 18. és 1984. május 12. között tűzték műsorra. Magyarországon az M1, az M2, a Duna TV, a Fox Kids / Jetix, a Kiwi TV és a Super TV2 tűzte műsorára.

## Alkotók
- Mesélő: Helyey László, Borbás Gabi
- Rendezte: Újváry László
- Írta: Kőszegi Ábel, Újváry László
- Dramaturg és zeneszerző: Szentistványi Rita
- Operatőr: Pethes Zsolt, Polyák Sándor
- Hangmérnök: Nyerges András Imre, Solymosi Ottó
- Vágó: Czipauer János
- Háttér: N. Csathó Gizella, Molnár Péter, Neuberger Gizella
- Animátor: Horváth Mária, Katona János, Lőrincz László, Tóth Pál, Újváry László
- Húzták: Fejes Margit, Gaál Erika, Gömöry Dorottya, Miklós Katalin
- Festették: Bajusz Pálné, Miklós Katalin, Szabó Lászlóné, Gulyás Kis Ágnes, László Magda, Major Andrásné, Moravcsik Ágnes, Paksi Csabáné, Zimay Ágnes
- Asszisztensek: Balajthy László, Gyapai Tamás, Lőrincz László, Polyák Zita, Szűcs Edina, Vágó Sándor
- Színes technika: György Erzsébet, Sándor Mária
- Felvételvezető: Gödl Beáta
- Gyártásvezető: Vécsy Veronika
- Produkciós vezető: Mikulás Ferenc

Készítette a Magyar Televízió megbízásából a Pannónia Filmstúdió.

## Epizódlista
1. Az igazmondó juhász
2. Egyszer volt Budán kutyavásár
3. Beatrix királyné tréfája
4. A cinkotai kántor
5. A kolozsvári bíró
6. Mátyás király Gömörben
7. A három bakkecske
8. Mátyás szolgái
9. Furcsa látogatók
10. Mátyás kovács
11. A tök és a négy ökör
12. A nekeresdi bírók
13. A névnapi jóslat